# Mithuna quadriplaga
Mithuna quadriplaga är en fjärilsart som beskrevs av Moore 1878. Mithuna quadriplaga ingår i släktet Mithuna och familjen björnspinnare. Inga underarter finns listade i Catalogue of Life.